# Championnat d'Écosse de football 1909-1910
Navigation
Édition précédente Édition suivante
La 20e édition du championnat d'Écosse de football est remportée par le Celtic FC. C’est le dixième titre de champion du club de Glasgow, le sixième consécutif. Il gagne avec deux points d’avance sur Falkirk FC. Les Rangers FC complètent le podium.
À la fin de la 19e saison, aucun club n’est relégué ou promu. Les clubs présents en première division restent inchangés.
Avec 24 buts marqués en 34 matchs, Jock Simpson de Falkirk FC et Jimmy Quinn du Celtic FC remportent ex æquo le titre de meilleur buteur du championnat.

## Les clubs de l'édition 1909-1910
| Club                                | Ville      |
| ----------------------------------- | ---------- |
| Aberdeen Football Club              | Aberdeen   |
| Airdrieonians Football Club         | Airdrie    |
| Celtic Football Club                | Glasgow    |
| Clyde Football Club                 | Glasgow    |
| Dundee Football Club                | Dundee     |
| Falkirk Football Club               | Falkirk    |
| Greenock Morton Football Club       | Greenock   |
| Hamilton Academical Football Club   | Hamilton   |
| Heart of Midlothian Football Club   | Édimbourg  |
| Hibernian Football Club             | Leith      |
| Kilmarnock Football Club            | Kilmarnock |
| Motherwell Football Club            | Motherwell |
| Partick Thistle Football Club       | Glasgow    |
| Port Glasgow Athletic Football Club | Glasgow    |
| Queen's Park Football Club          | Glasgow    |
| Rangers Football Club               | Glasgow    |
| Saint Mirren Football Club          | Paisley    |
| Third Lanark Athletic Club          | Glasgow    |

## Compétition

### Classement
Le classement est établi sur le barème de points classique (victoire à 2 points, match nul à 1, défaite à 0).
| Rang | Équipe                | Pts | J  | G  | N  | P  | Bp | Bc | Diff |
| ---- | --------------------- | --- | -- | -- | -- | -- | -- | -- | ---- |
| 1    | Celtic FC             | 54  | 34 | 24 | 6  | 4  | 63 | 22 | +41  |
| 2    | Falkirk FC            | 52  | 34 | 22 | 8  | 4  | 71 | 28 | +43  |
| 3    | Rangers FC            | 46  | 34 | 20 | 6  | 8  | 70 | 35 | +35  |
| 4    | Aberdeen FC           | 40  | 34 | 16 | 8  | 10 | 44 | 29 | +15  |
| 5    | Clyde FC              | 37  | 34 | 14 | 9  | 11 | 47 | 40 | +7   |
| 6    | Dundee FC             | 36  | 34 | 14 | 8  | 12 | 52 | 44 | +8   |
| 7    | Third Lanark AC       | 34  | 34 | 13 | 8  | 13 | 62 | 44 | +18  |
| 8    | Hibernian FC          | 34  | 34 | 14 | 6  | 14 | 33 | 40 | -7   |
| 9    | Airdrieonians         | 33  | 34 | 12 | 9  | 13 | 46 | 57 | -11  |
| 10   | Motherwell FC         | 32  | 34 | 12 | 8  | 14 | 59 | 60 | -1   |
| 11   | Kilmarnock FC         | 32  | 34 | 12 | 8  | 14 | 53 | 59 | -6   |
| 12   | Heart of Midlothian   | 31  | 34 | 12 | 7  | 15 | 59 | 50 | +9   |
| 13   | Saint Mirren          | 31  | 34 | 13 | 5  | 16 | 48 | 58 | -10  |
| 14   | Queen's Park FC       | 30  | 34 | 12 | 6  | 16 | 54 | 74 | -20  |
| 15   | Hamilton Academical   | 28  | 34 | 11 | 6  | 17 | 50 | 67 | -17  |
| 16   | Partick Thistle FC    | 26  | 34 | 8  | 10 | 16 | 45 | 59 | -14  |
| 17   | Greenock Morton       | 25  | 34 | 11 | 3  | 20 | 38 | 60 | -22  |
| 18   | Port Glasgow Athletic | 11  | 34 | 3  | 5  | 26 | 25 | 93 | -68  |

|  | Champion d'Écosse |
|  | Relégation        |

## Bilan de la saison
| Tableau d'Honneur                |           |
| Compétition                      | Vainqueur |
| Championnat d'Écosse de football | Celtic FC |
| Coupe d'Écosse de football       | Dundee FC |

| Promotions et relégations |                       |
| Promus                    | Raith Rovers          |
| Relégués                  | Port Glasgow Athletic |

## Statistiques

### Meilleur buteur
- Jock Simpson, Falkirk FC, 24 buts
- Jimmy Quinn, celtic FC, 24 buts